# Bob Dillabough
Robert Wellington Dillabough (Belleville, 27 aprile 1941 – Elliot Lake, 27 marzo 1997) è stato un hockeista su ghiaccio canadese.
Nel corso della propria carriera giocò in National Hockey League e nella World Hockey Association.

## Carriera
Dillabough giocò nella Ontario Hockey Association a Hamilton per quattro stagioni, entrando nell'orbita dei Detroit Red Wings, una delle franchigie della National Hockey League. Esordì fra i professionisti nella stagione 1961-62 giocando nella Eastern Professional Hockey League con i Sudbury Wolves, però quello stesso anno poté esordire in NHL giocando cinque partite con Detroit.
Nelle tre stagioni successive giocò principalmente con il farm team in American Hockey League dei Pittsburgh Hornets, richiamato però da Detroit come rinforzo durante i playoff della Stanley Cup. Nella stagione 1965-66 Dillabough insieme ad altri tre giocatori si trasferì ai Boston Bruins, e lì ebbe l'occasione di giocare da titolare in NHL per due stagioni.
Rimasto senza un contratto nel 1967 Dillabough fu selezionato durante l'NHL Expansion Draft dai Pittsburgh Penguins, una delle sei nuove franchigie della National Hockey League. Giocò a Pittsburgh per poco più di una stagione prima di essere ceduto agli Oakland Seals; giocò con i Seals fino al termine della stagione 1969-70.
Nel 1970 Dillabough fu scelto di nuovo durante un NHL Expansion Draft da parte dei Vancouver Canucks, formazione promossa in NHL dopo una lunga esperienza nella Western Hockey League. Dopo solo una gara con il farm team in AHL dei Rochester Americans nel novembre del 1970 passò ai Phoenix Roadrunners in WHL dove concluse la stagione. Concluse la propria carriera nel 1974 dopo tre stagioni in altrettante squadre e leghe: Tidewater Wings in AHL, Cleveland Crusaders in WHA e Toledo Hornets in IHL. Dillabough morì nel 1997 a soli 55 anni d'età.